# Médecin de marine

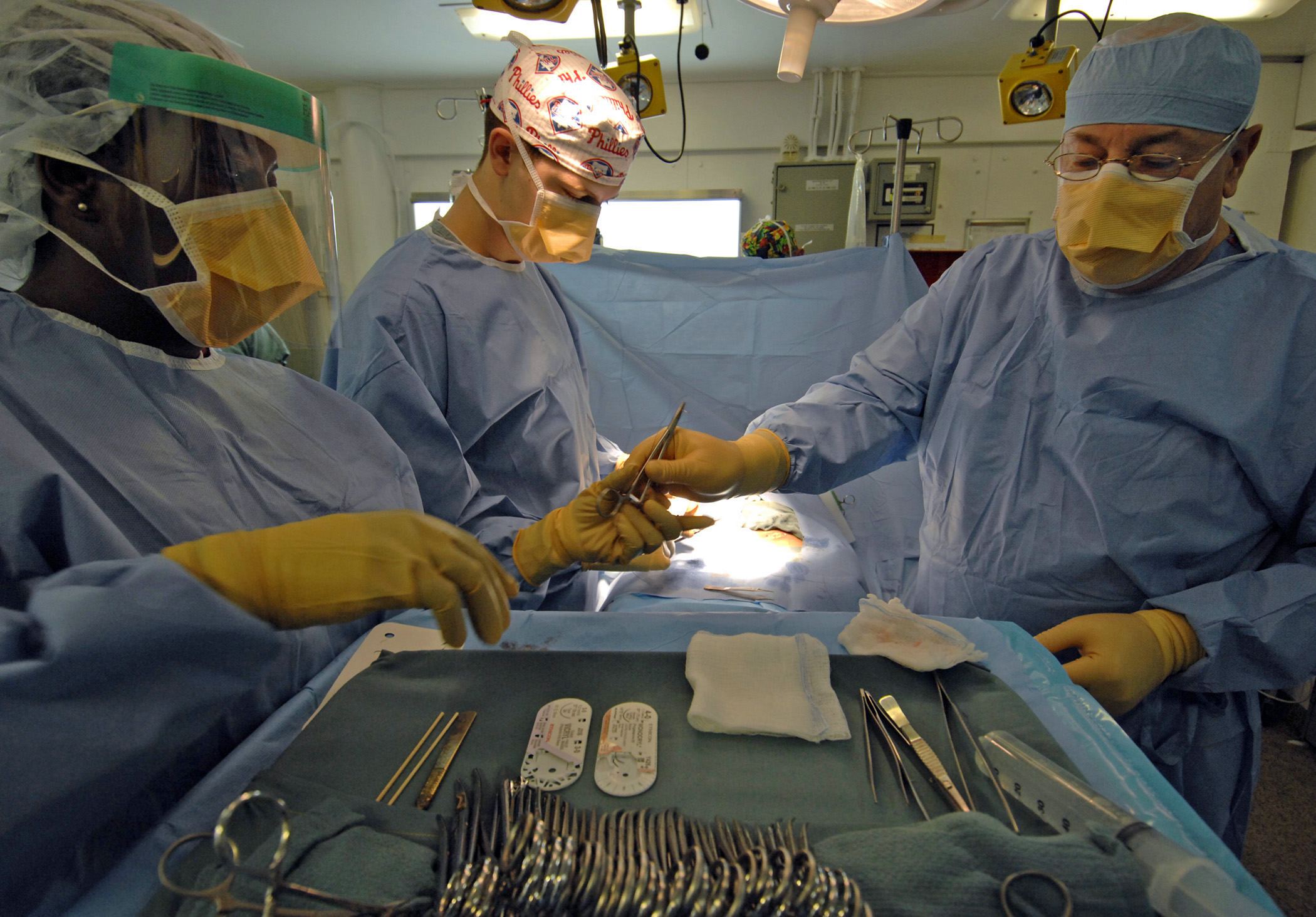
Médecin de marine

Un médecin de marine est un médecin pratiquant sur un bateau et relevant donc de la médecine maritime. Ce peut être aussi des médecins militaires exerçant dans la marine de guerre, en France dans la Marine nationale.

## Chirurgiens ou médecins de marine célèbres
- Jean Cochon-Dupuy (1674-1757), qui fonda l'école de médecine navale de Rochefort ; et son fils Gaspard.
- François-Joseph Cazin (1788-1864), auteur d'un traité sur les plantes médicinales.
- Jean-Baptiste Fonssagrives (1823-1884), chirurgien de bord, professeur à Brest puis Montpellier, auteur d'un Traité d'hygiène navale.
- Gustave Viaud (1836-1865), premier photographe de Tahiti.
- Auguste Benoist de La Grandière (1833-1879), tenta de démontrer que la nostalgie n'était pas un cas d'aliénation.
- Victor Segalen (1878-1919), médecin de marine et écrivain.